# Nantes

Situació de Nantes

Nantes (antigament, Naona o Naünt, en bretó Naoned i en gal·ló Naunnt) és un municipi francès situat al departament de Loira Atlàntic i a la regió de País del Loira. L'any 2007 tenia 289.000 habitants. Limita al nord-oest amb Treillières i Orvault, al nord amb La Chapelle-sur-Erdre, al nord-est amb Carquefou, a l'oest amb Saint-Herblain, a l'est amb Sainte-Luce-sur-Loire, al sud-oest amb Bouguenais, al sud amb Rezé, al sud-est amb Saint-Sébastien-sur-Loire, Basse-Goulaine i Vertou.

## Geografia
Està situada a l'estuari del riu Loira, entre el punt límit on arriben les marees i on els illots que divideixen el riu en sis braços en faciliten el pas i el punt on el Loira rep l'Erdre i el Sèvre. Històricament ha estat una ciutat portuària, complementada amb el port de Sant Nazer, actualment un municipi independent.
La planta urbana de la ciutat ha sofert un intens remodelatge, iniciat l'any 1920 i reforçat després de la Segona Guerra Mundial, ja que patí intensos bombardeigs. El centre comercial i de negocis radica en el nucli comprès entre el Cours des Cinquante Otages, el Cours Saint-Pierre i el Cours Franklin, amb dues principals artèries perpendiculars, la rue de Strasbourg i la de Verdun. Un dels edificis més característics és el de la catedral de Saint-Pierre (estil gòtic).
És un important centre industrial (hi radica metal·lúrgia pesant, construcció naval, producció alimentària, de sabates i química), amb sectors industrials que s'estenen cap al sud, però la ciutat conserva al voltant una àrea d'intensa producció hortícola. Des del 1962 és seu universitària.

## Clima de Nantes
| Dades climàtiques a Nantes 1971/2000 des de 1881 rec | Dades climàtiques a Nantes 1971/2000 des de 1881 rec | Dades climàtiques a Nantes 1971/2000 des de 1881 rec | Dades climàtiques a Nantes 1971/2000 des de 1881 rec | Dades climàtiques a Nantes 1971/2000 des de 1881 rec | Dades climàtiques a Nantes 1971/2000 des de 1881 rec | Dades climàtiques a Nantes 1971/2000 des de 1881 rec | Dades climàtiques a Nantes 1971/2000 des de 1881 rec | Dades climàtiques a Nantes 1971/2000 des de 1881 rec | Dades climàtiques a Nantes 1971/2000 des de 1881 rec | Dades climàtiques a Nantes 1971/2000 des de 1881 rec | Dades climàtiques a Nantes 1971/2000 des de 1881 rec | Dades climàtiques a Nantes 1971/2000 des de 1881 rec | Dades climàtiques a Nantes 1971/2000 des de 1881 rec |
| Mes                                                  | gen                                                  | febr                                                 | març                                                 | abr                                                  | maig                                                 | juny                                                 | jul                                                  | ag                                                   | set                                                  | oct                                                  | nov                                                  | des                                                  | anual                                                |
| ---------------------------------------------------- | ---------------------------------------------------- | ---------------------------------------------------- | ---------------------------------------------------- | ---------------------------------------------------- | ---------------------------------------------------- | ---------------------------------------------------- | ---------------------------------------------------- | ---------------------------------------------------- | ---------------------------------------------------- | ---------------------------------------------------- | ---------------------------------------------------- | ---------------------------------------------------- | ---------------------------------------------------- |
| Màxima rècord °C (°F)                                | 18.2 (64.8)                                          | 22.6 (72.7)                                          | 24.2 (75.6)                                          | 29 (84)                                              | 32.8 (91)                                            | 38.6 (101.5)                                         | 40.3 (104.5)                                         | 39.6 (103.3)                                         | 36.7 (98.1)                                          | 31 (88)                                              | 21.8 (71.2)                                          | 18.4 (65.1)                                          | 40.3 (104.5)                                         |
| Màxima mitjana °C (°F)                               | 8.7 (47.7)                                           | 9.9 (49.8)                                           | 12.7 (54.9)                                          | 14.9 (58.8)                                          | 18.7 (65.7)                                          | 21.9 (71.4)                                          | 24.7 (76.5)                                          | 24.8 (76.6)                                          | 21.8 (71.2)                                          | 17 (63)                                              | 12.2 (54)                                            | 9.5 (49.1)                                           | 16.4 (61.5)                                          |
| Mitjana diària °C (°F)                               | 5.8 (42.4)                                           | 6.5 (43.7)                                           | 8.6 (47.5)                                           | 10.5 (50.9)                                          | 14.1 (57.4)                                          | 17 (63)                                              | 19.4 (66.9)                                          | 19.4 (66.9)                                          | 16.8 (62.2)                                          | 13 (55)                                              | 8.7 (47.7)                                           | 6.6 (43.9)                                           | 12.2 (54)                                            |
| Mínima mitjana °C (°F)                               | 2.8 (37)                                             | 3 (37)                                               | 4.4 (39.9)                                           | 6 (43)                                               | 9.5 (49.1)                                           | 12 (54)                                              | 14.2 (57.6)                                          | 14 (57)                                              | 11.8 (53.2)                                          | 8.9 (48)                                             | 5.2 (41.4)                                           | 3.7 (38.7)                                           | 8 (46)                                               |
| Mínima rècord °C (°F)                                | −13.1 (8.4)                                          | −15.6 (3.9)                                          | −9.6 (14.7)                                          | −2.9 (26.8)                                          | −1.5 (29.3)                                          | 2.5 (36.5)                                           | 5.7 (42.3)                                           | 3.9 (39)                                             | −0.3 (31.5)                                          | −5.3 (22.5)                                          | −7.8 (18)                                            | −12.2 (10)                                           | −15.6 (3.9)                                          |
| Precipitació mitjana mm (polzades)                   | 85.6 (3.37)                                          | 74.5 (2.933)                                         | 59.5 (2.343)                                         | 58.1 (2.287)                                         | 62.9 (2.476)                                         | 41.3 (1.626)                                         | 46.6 (1.835)                                         | 40.8 (1.606)                                         | 68.2 (2.685)                                         | 82.8 (3.26)                                          | 84.9 (3.343)                                         | 91.9 (3.618)                                         | 797.2 (31.386)                                       |
| Mitjana mensual d'hores de sol                       | 72.9                                                 | 97.3                                                 | 145.4                                                | 176.9                                                | 198                                                  | 220.6                                                | 244.7                                                | 240.1                                                | 190.8                                                | 128.4                                                | 91.7                                                 | 67.9                                                 | 1.874,5                                              |
|                                                      |                                                      |                                                      |                                                      |                                                      |                                                      |                                                      |                                                      |                                                      |                                                      |                                                      |                                                      |                                                      |                                                      |

## Divisió administrativa
Des de 1995 Nantes es divideix en 11 quartiers (barris), que alhora se sotdivideixen en micro-quartiers.
| - Centre-villa (Nantes 1) - Bellevue-Chantenay-Sainte-Anne (Nantes 2) - Dervallières-Zola (Nantes 3) - Hauts-Pavés-Saint-Félix (Nantes 4) - Malakoff-Saint-Donatien (Nantes 5) - Île de Nantes (Nantes 6) | - Breil-Barberie (Nantes 7) - Nantes Nord (Nantes 8) - Nantes Erdre (Nantes 9) - Doulon-Bottière (Nantes 10) - Nantes-Sud (Nantes 11) |

## Història
Antiga capital del poble gal dels namnetes, fou residència dels reis i després dels ducs de Bretanya, fins a la unió d'aquest país amb França (1532). Obtingué una universitat el 1460.
Gràcies a la situació es convertí en una plaça fortificada i des del s. XV començà a desenvolupar-se la seva importància comercial. Al s. XVI el seu comerç s'estengué a la península Ibèrica, a Anglaterra i a la Bàltica.
L'apogeu del port, que fou el més important de l'estat francès del 1700 al 1730, anà lligat amb l'explotació d'Amèrica. A mitjan s. XVIII Nantes fou la ciutat dels negrers i proveïa un terç del tràfic francès. Aquest comerç condicionava altres activitats: fabricació de teixits i aiguardents i elaboració dels productes (fruits, sucre, cotó, oli i tint) que el règim d'exclusivitat reservava a la metròpoli. Aquests eren venuts a l'estat francès o reexportats. Aquesta prosperitat menà a l'ennobliment de les famílies de comerciants i a l'embelliment de la ciutat.
Històricament des del s. IX (any 851) ha format part de la Bretanya, però la divisió regional francesa del 1955 l'ha integrat en la de País del Loira. Des de finals dels anys vuitanta hi ha un important moviment polític que reclama la unió del departament del Loira Atlàntic a la Bretanya.

## Demografia
L'any 2003, la seva àrea metropolitana tenia 715.358 habitants.
| Evolució de la població Cassini i INSEE |        |        |        |        |      |        |        |        |
| 1793                                    | 1800   | 1806   | 1821   | 1831   | 1836 | 1841   | 1846   | 1851   |
| 80.000                                  | 77.162 | 77.226 | 68.427 | 77.992 | -    | 83.389 | 94.310 | 96.362 |

| 1856    | 1861    | 1866    | 1872    | 1876    | 1881    | 1886    | 1891    | 1896    |
| ------- | ------- | ------- | ------- | ------- | ------- | ------- | ------- | ------- |
| 108.530 | 113.625 | 111.956 | 118.517 | 122.247 | 124.319 | 127.482 | 122.750 | 123.902 |

| 1901    | 1906    | 1911    | 1921    | 1926    | 1931    | 1936    | 1946    | 1954    |
| ------- | ------- | ------- | ------- | ------- | ------- | ------- | ------- | ------- |
| 132.990 | 133.247 | 170.535 | 183.704 | 184.509 | 187.343 | 195.185 | 200.265 | 222.790 |

| 1962    | 1968    | 1975    | 1982    | 1990    | 1999    | 2006 | 2011 | 2016 |
| ------- | ------- | ------- | ------- | ------- | ------- | ---- | ---- | ---- |
| 240.048 | 260.244 | 256.693 | 240.539 | 244.995 | 270.251 | -    | -    | -    |

| 2019 | - | - | - | - | - | - | - | - |
| ---- | - | - | - | - | - | - | - | - |
| -    | - | - | - | - | - | - | - | - |

## Situació del bretó
A l'inici del curs 2007, l'1,1% dels alumnes del municipi eren matriculats a la primària bilingüe i l'1,6% al preescolar bilingüe. El consell municipal ha aprovat la carta Ya d'ar brezhoneg.

## Administració
| Període   | Nom                | Partit | Qualitat                  |
| --------- | ------------------ | ------ | ------------------------- |
| 1908-1910 | Gabriel Guist'hau  |        |                           |
| 1910-1928 | Paul Bellamy       |        |                           |
| 1928      | Gaston Veil        |        |                           |
| 1928-1929 | Adolphe Moitié     |        |                           |
| 1929-1935 | Léopold Cassegrain |        |                           |
| 1935-1940 | Auguste Pageot     |        |                           |
| 1940-1941 | Edmond Prieur      |        |                           |
| 1941-1942 | Gaëtan Rondeau     |        |                           |
| 1942-1944 | Henry Orrion       |        |                           |
| 1944-1945 | Clovis Constant    |        |                           |
| 1945-1947 | Jean Philippot     |        |                           |
| 1947-1965 | Henry Orrion       |        |                           |
| 1965-1977 | André Morice       | CR     | Senador                   |
| 1977-1983 | Alain Chénard      | PS     |                           |
| 1983-1989 | Michel Chauty      | RPR    | Senador                   |
| 1989-2012 | Jean-Marc Ayrault  | PS     | Diputat i Primer Ministre |
| 2012-2014 | Patrick Rimbert    | PS     |                           |
| 2014-     | Johanna Rolland    | PS     |                           |

## Persones il·lustres
- Aristide Briand, polític francès
- Jules Verne, escriptor
- Jean Metzinger, pintor
- Tri Yann, grup musical bretó
- Paul Puget, compositor musical
- Alphonse Séché (1876 - 1964), periodista, escriptor i director de teatre francès.
- Camille Urso (1842-1902), violinista.
- Frédéric Toulmouche (1850-1909) compositor d'òperes.
- Charles-Amable Battaille (1822-1872) cantant d'òpera, escriptor i polític.
- Edwy Plenel (1952 -) periodista i polític

## Galeria d'imatges

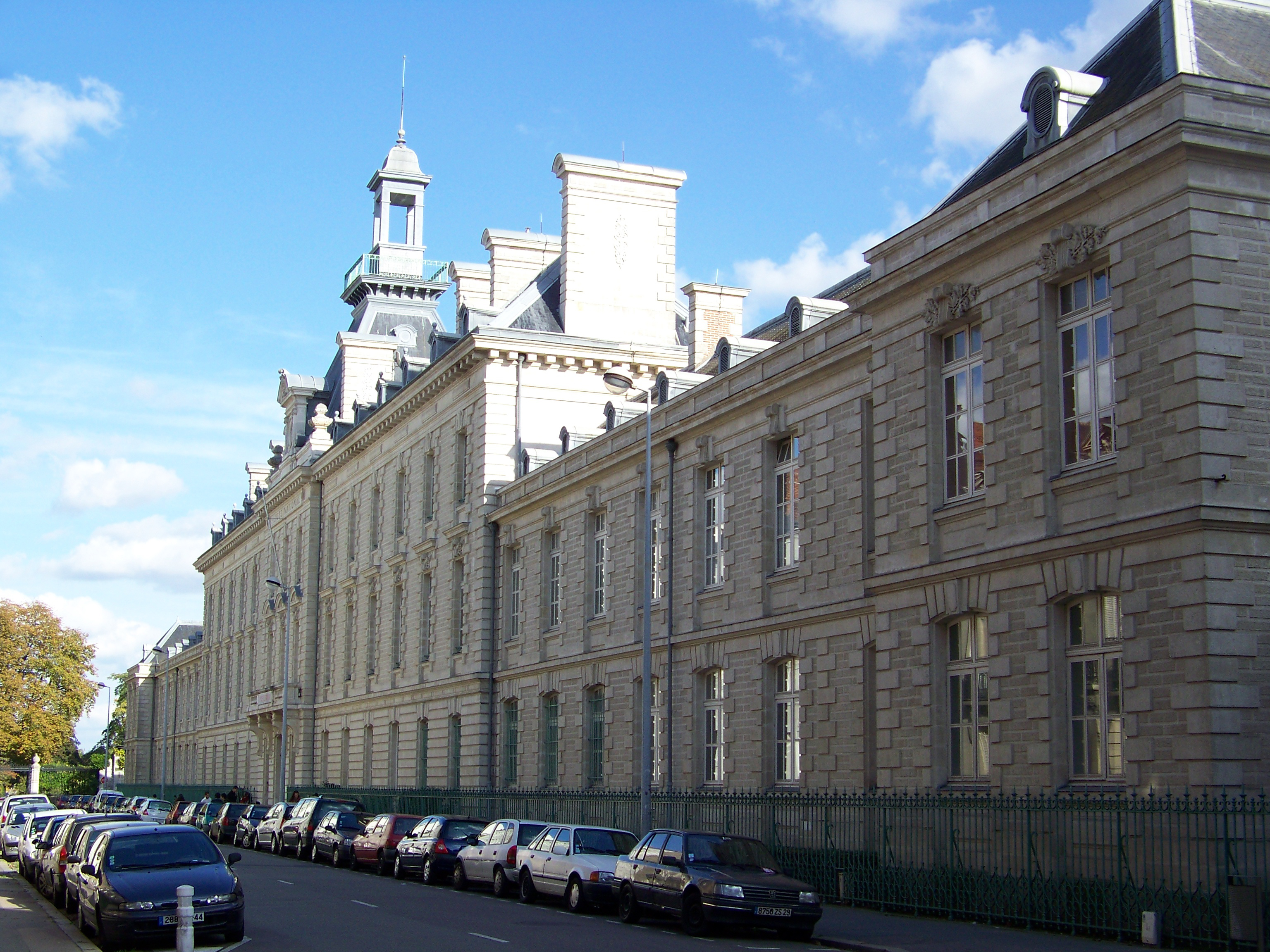
Liceu Clemenceau
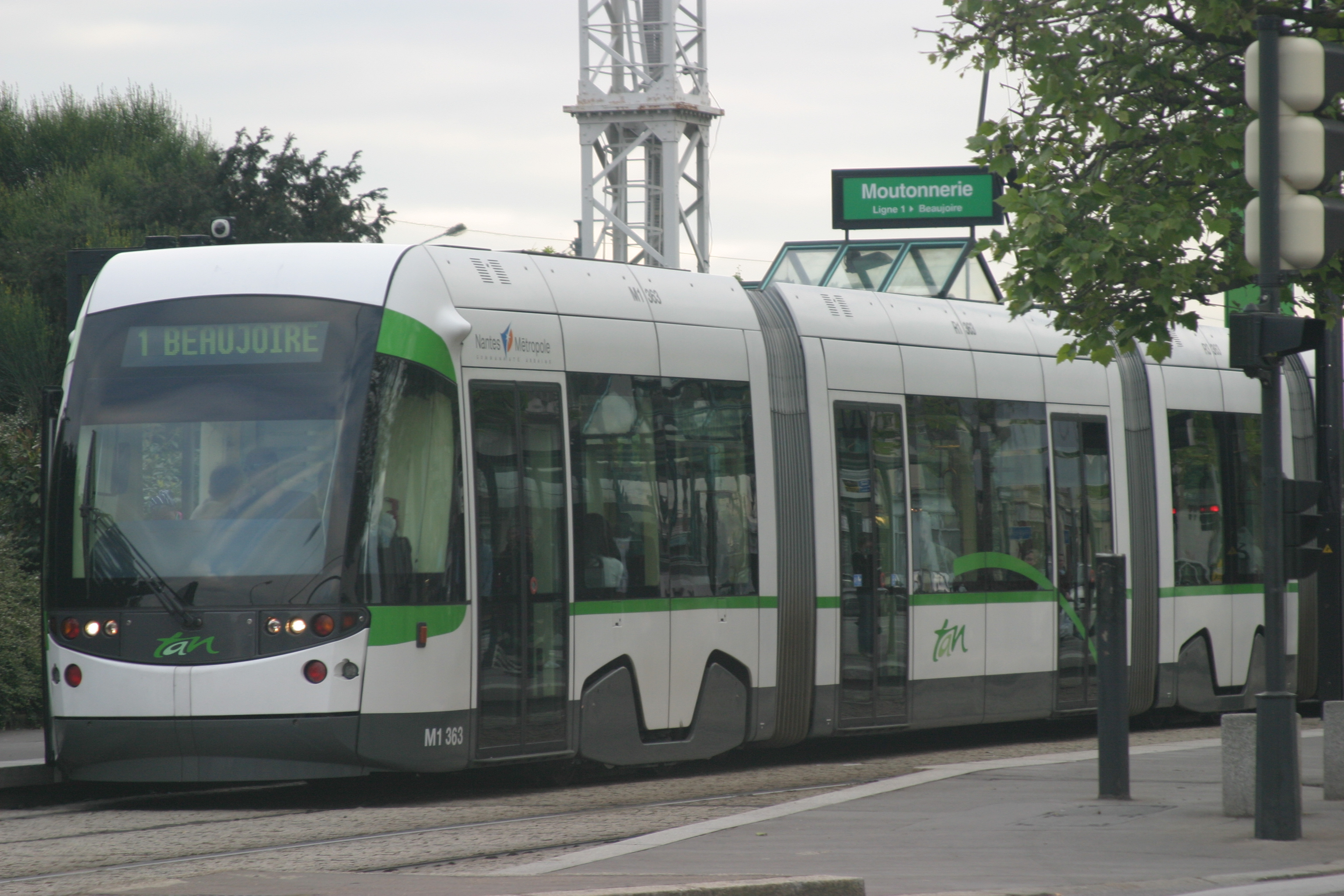
Tramvia de Nantes
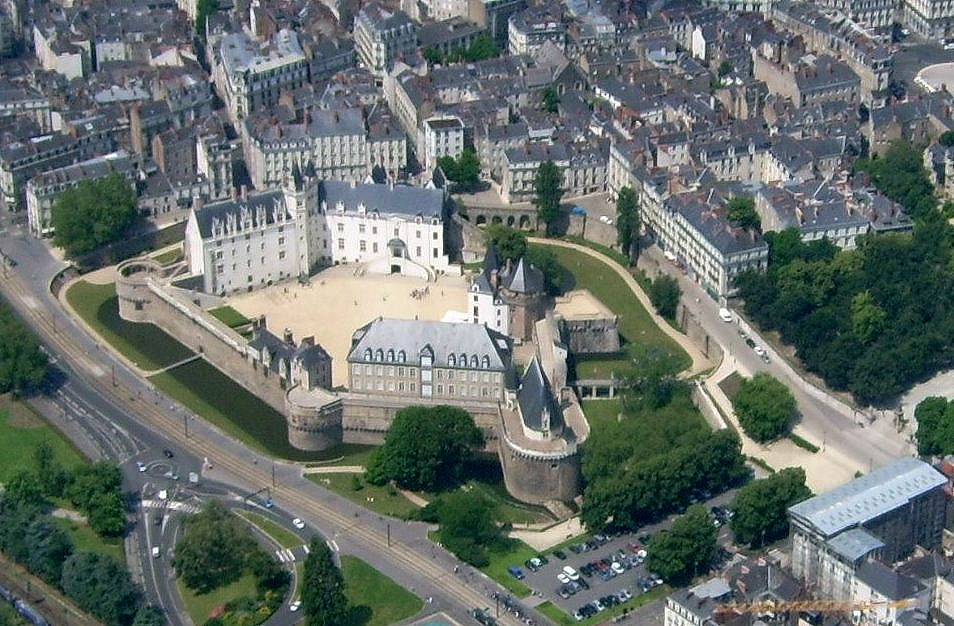
Castell dels Ducs de Bretanya
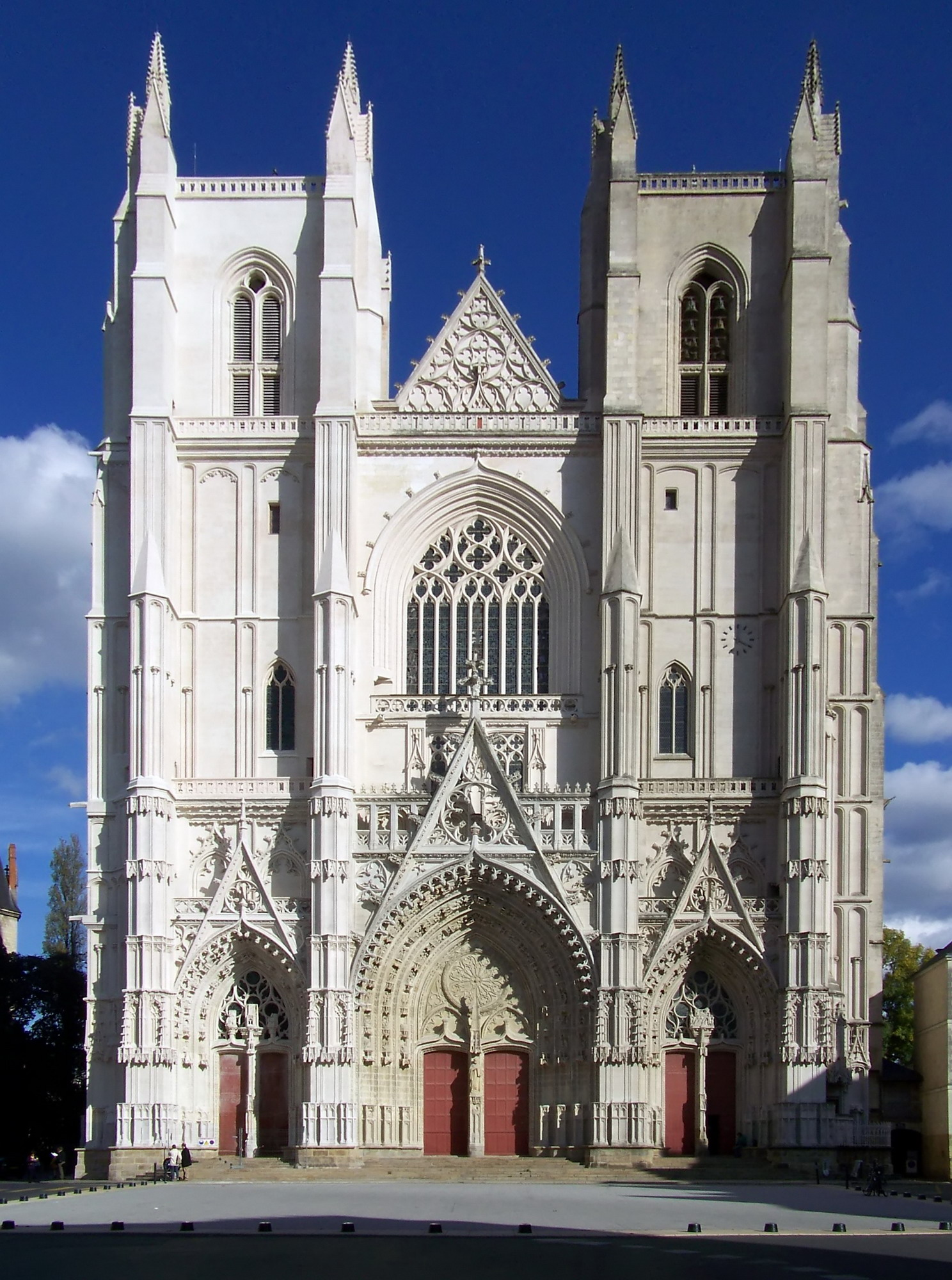
Catedral de St Pierre

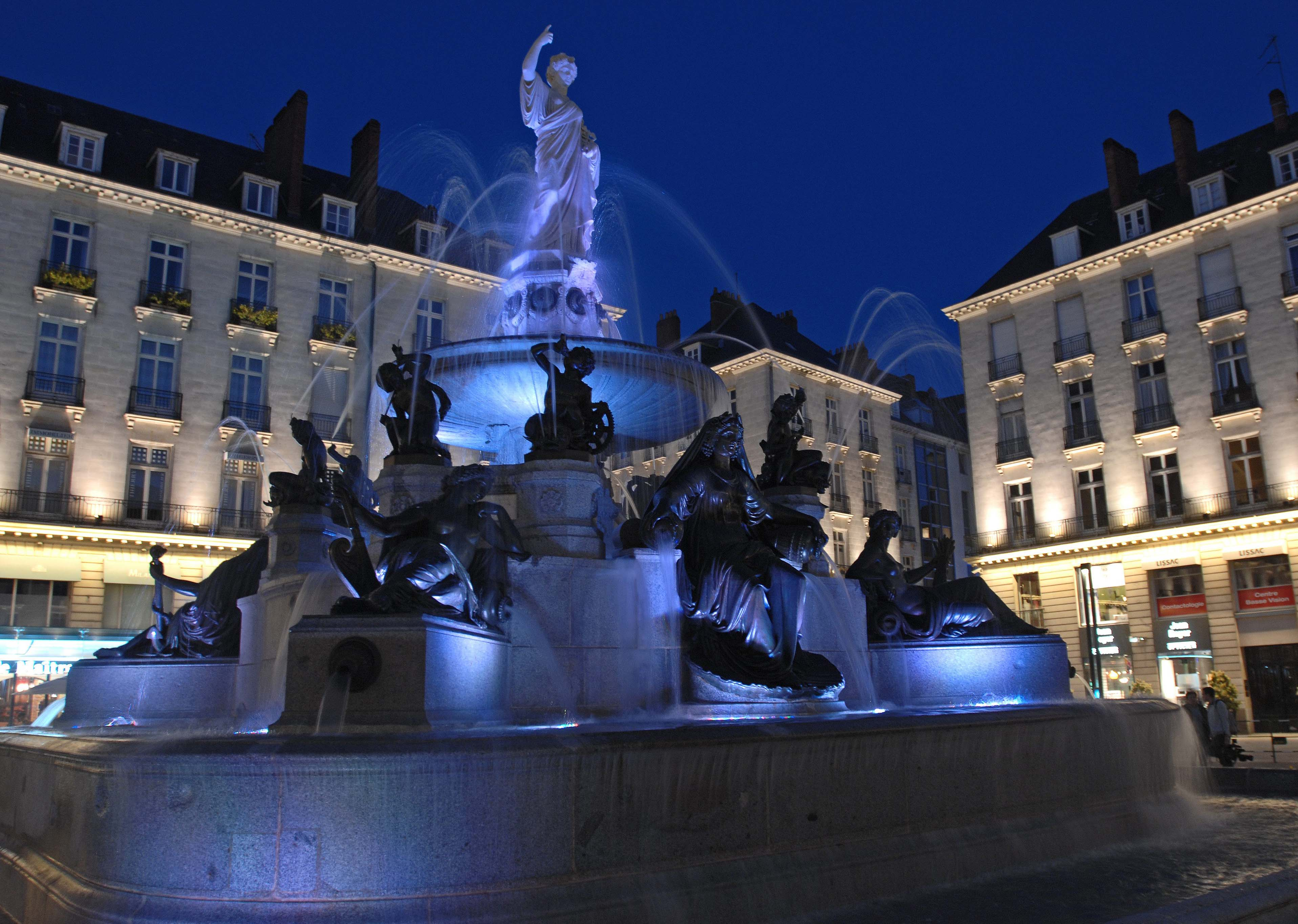
La font de la place Royale
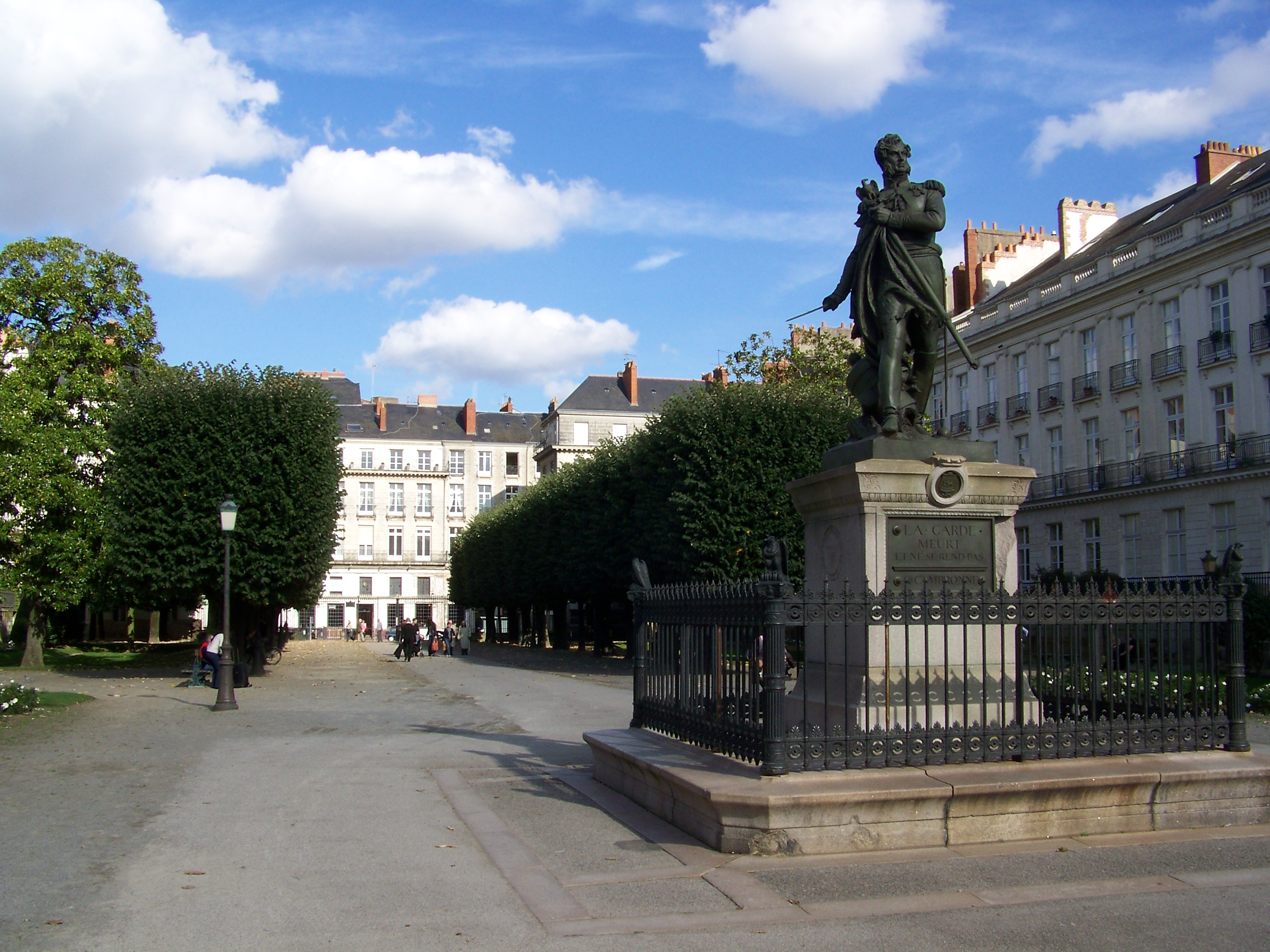
El carrer Cambronne amb l'estàtua del general renovada el 2008.
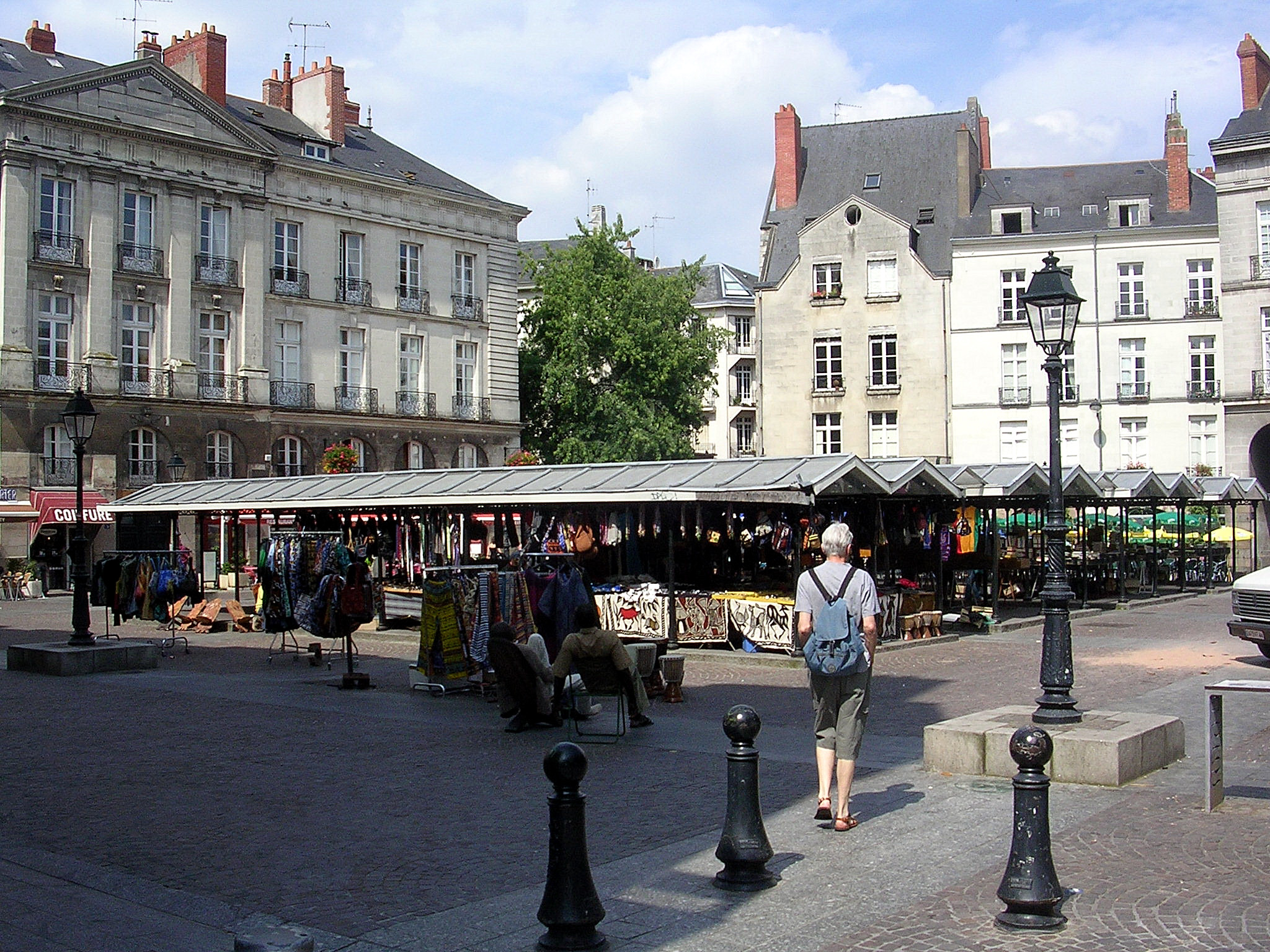
Place du Bouffay, al cor del quartier Bouffay
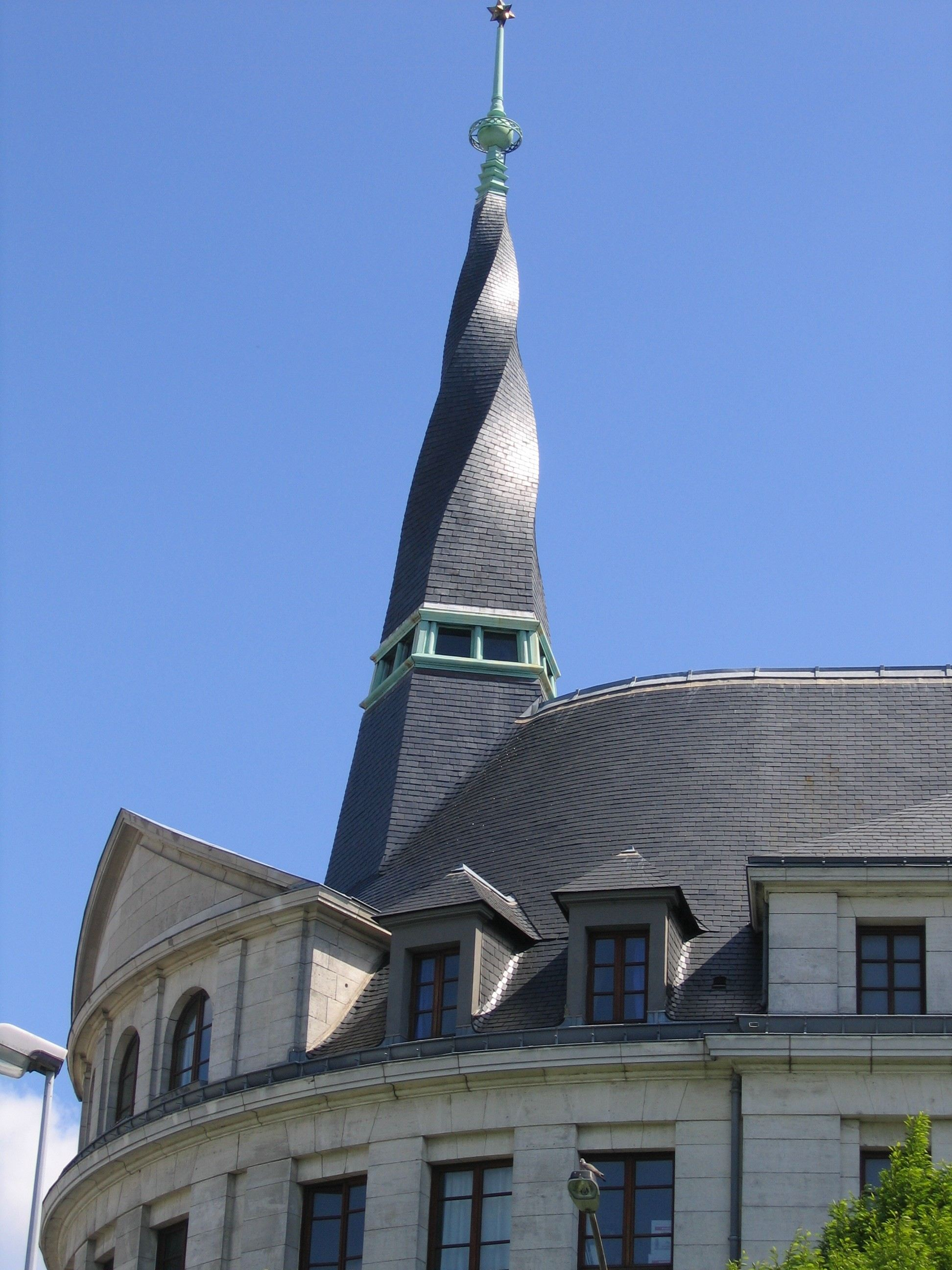
Casa dels Compagnons du Devoir i el seu campanar

## Educació
- Audencia Business School
- École centrale de Nantes
- École pour l'informatique et les nouvelles technologies
- Institut supérieur européen de formation par l'action
- Institut supérieur européen de gestion group